# پابلو ویتار
 فابولو رودریگز دا سیلوا (به انگلیسی: Phabullo Rodrigues da Silva؛ زادهٔ ۱ نوامبر ۱۹۹۴) مشهور به پابلو ویتار (به انگلیسی: Pabllo Vittar) زن‌پوش، خواننده، ترانه‌سرا برزیلی است. او در سال ۲۰۱۷ ترانه سوآ کارا را همراه با میجر لیزر و آنیتا اجرا کرد.